# Dibeloniella vossii
Dibeloniella vossii är en svampart som först beskrevs av Rehm, och fick sitt nu gällande namn av John Axel Nannfeldt 1932. Dibeloniella vossii ingår i släktet Dibeloniella och familjen Dermateaceae.   Inga underarter finns listade i Catalogue of Life.